# 江门日报
《江门日报》是中國共產黨江门市委員會的机关报。1985年12月1日試刊，當時名為江门报，並且當時就被定為機關報。1986年8月5日正式創刊，1990年12月1日起改名为江门日报。江門日報社是處級事業單位。1998年5月開始出版電子版。